# 萧拱
萧拱（？—1151年），本名迪辇阿不，金朝中期大臣，契丹族（一说奚族）。
萧拱是辽朝中书令蕭特末之孙，平章政事、越国王萧仲恭的儿子。初为兰子山猛安。金熙宗皇统九年（1149年）三月，丞相完颜亮推荐勋戚子孙为达官，来获取人誉，萧拱被擢为礼部侍郎。同年底，完颜亮夺位。将其妻妹耶律弥勒纳为妃，命萧拱亲赴河南汴京接迎。后因耶律彌勒不是处女，遭遣出宫，萧拱罢去礼部侍郎，归兰子山去管理自己的猛安谋克后蕭恭、张九因议论宫中之事而坐罪，萧拱在兰子山与客人谈天时涉及此事，阿纳与萧拱素有嫌隙，便向官府诬告萧拱说萧张二人乃是无罪被陷，有怨恨诽谤之言。完颜亮派遣使者审理此案，使者刑讯其左右之人，使他们作出与告者相同的口供，天德三年（1151年）十月，将萧拱处死。